# William Randolph Lovelace II
William Randolph (Randy) Lovelace II (Springfield, 30 dicembre 1907 – Aspen, 12 dicembre 1965) è stato un medico statunitense.

## Biografia
Crebbe presso il ranch del padre per poi vivere con lo zio ad Albuquerque quando frequentò l'high school. Iniziò il percorso universitario presso l'Università Washington a Saint Louis quindi nel 1934 ottenne il titolo di Doctor of Medicine (Medicinae Doctor (M.D.)) presso la Harvard Medical School. Quando era a St. Louis essendosi entusiasmato per il volo aereo acquisì il brevetto di pilota. Lavorò presso il Bellevue Hospital a New York e la Mayo Clinic a Rochester ove divenne in breve tempo chief of surgery.  Studiò i problemi legati al volo a grandi altezze e nel 1938 si occupò dello sviluppo di maschere ad ossigeno da utilizzare nei voli ad alta quota. Nel 1940 conobbe l’aviatrice Jacqueline Cochran, con la quale stabilì una duratura amicizia che lo portò a definire un programma di ricerca sulle capacità delle donne ad affrontare i voli spaziali. Quando nel corso della II Guerra mondiale fu chiesto alla Mayo Clinic di compiere ricerche sulla fisiologia umana in condizioni di voli ad alta quota studiò tali condizioni.
Il 24 giugno portò personalmente a termine un esperimento sull’uso di ossigeno, contenuto in una piccola bombola legata alla propria tuta, durante un lancio con il paracadute da alta quota, catapultandosi da un aereo da un'altezza di 12.200 metri. In questo tentativo, fra l'altro questo era il suo primo lancio con il paracadute, perse i sensi ma sopravvisse. Per questo esperimento fu insignito della Distinguished Flying Cross.
A seguito della perdita di due figli uccisi dalla poliomielite nel 1946 ritornò nel New Mexico dove contribuì a riorganizzare la clinica del padre con la fondazione della Lovelace Medical Foundation oggi nota come Lovelace Respiratory Research Institute ad Albuquerque. In questa clinica promosse, tra l’altro, lo sviluppo di tecnologie mediche aerospaziali.  Nel 1958 fu nominato Presidente del NASA Special Advisory Committee on Life Science prendendo parte attiva nella selezione degli astronauti per le missioni del Programma Mercury.  Nel 1959 iniziò gli studi per determinare la possibilità che anche le donne potessero essere prescelte per programmi di voli spaziali. Nel 1964 fu nominato Director of Space Medicine della NASA.
Morì in un disastro aereo quando il pilota di un aereo privato, volando nei pressi di Aspen, perso l’orientamento finì  in un canyon cieco, facendo precipitare il velivolo che li trasportava.
A William Randolph (Randy) Lovelace II la UAI ha intitolato il cratere lunare Lovelace.